# Suak Manang
Suak Manang is een bestuurslaag in het regentschap Simeulue van de provincie Atjeh, Indonesië. Suak Manang telt 401 inwoners (volkstelling 2010).